# Château de la Bôve
Le château de la Bôve est un édifice reconstruit après la Première Guerre mondiale sur les ruines d'un château du XVIIIe siècle. 
Il est situé sur le territoire de la commune de Bouconville-Vauclair en région Hauts-de-France dans le département de l'Aisne.

## Historique

### Origines
Le château de la Bôve tire son nom des carrières souterraines sur lesquelles il fut construit pour la première fois, probablement au XIIIe siècle,, les boves. Située à 1,5 km au nord du bourg, La Bove, est citée en 1259, et ruinée en 1430.

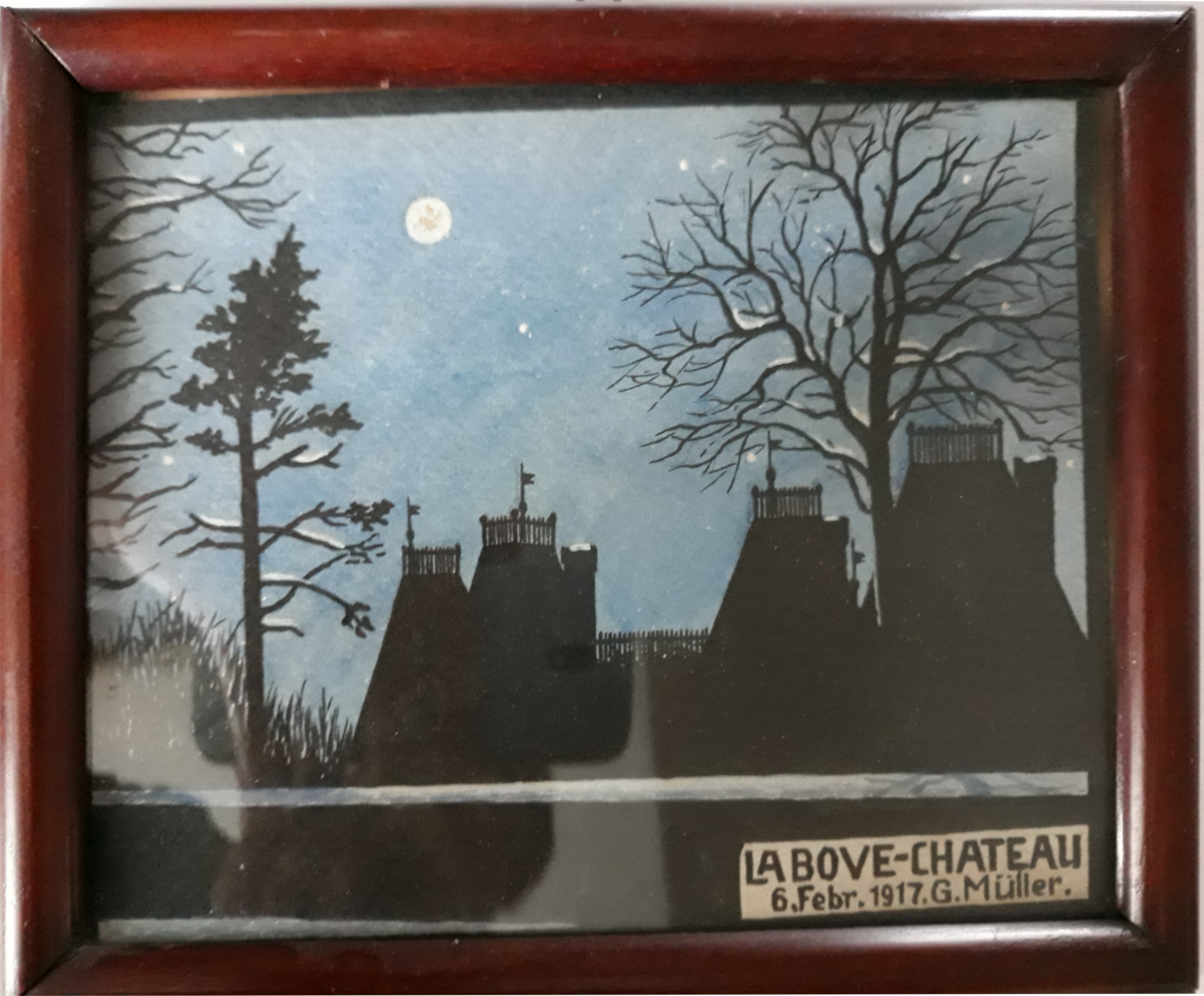
Peinture du château de la Bôve du 6 février 1917 par un soldat allemand, peu du temps avant la destruction du château.

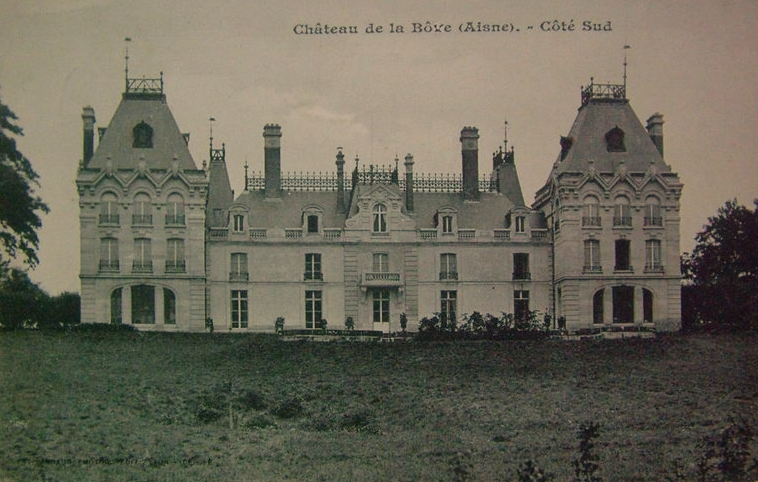
Carte postale château de la Bôve à Bouconville Vauclair (début du XXe siècle) (collection personnelle)

### XVIIIesiècle
Le domaine tomba en déshérence à la fin de la guerre de Cent Ans et fut racheté en 1719 par Gaspard Hyacinthe de Caze qui fit reconstruire le château entre 1725 et 1730.
Ce château fut ensuite acheté en 1753 par Françoise de Chalus duchesse de Narbonne-Lara, dame de la Bove qui était une maîtresse du roi de France Louis XV.
Le chemin qui menait au château de la Bôve prit finalement le nom de Chemin des Dames. Il fut emprunté entre 1776 et 1789 par Adélaïde et Victoire, filles du roi Louis XV, qui prirent le mauvais chemin de crête au carrefour de l'ange gardien pour se rendre au château. Il fut empierré à leur demande et pris le nom de chemin des Dames de France. Venant de Paris, elles se rendaient fréquemment au château voir leur amie.

### XIXesiècle
Le château fut racheté par Henri Rillart de Verneuil en 1893. Il le fit agrandir entre 1899 et 1901.

### XXesiècle
Le chemin des Dames est devenu célèbre à cause de la bataille éponyme qui s'y déroula durant la Première Guerre mondiale. 
Au cours de cette bataille, le château datant du XVIIIe siècle fut entièrement détruit, il abritait en effet un poste de commandement allemand durant l'offensive Nivelle de 1917. Le propriétaire de l'époque, Henri Rillart de Verneuil donna lui-même les informations nécessaires à l'artillerie française afin qu'elle puisse bombarder le bâtiment avec 150 obus de 370.
Il fut complètement détruit durant la guerre. Reconstruit entre 1925 et 1933 il présente aujourd'hui un style inspiré du XVIIIe siècle.
Le château (façades et toitures, son vestibule avec son escalier et ses peintures, son salon circulaire), la chapelle en totalité, le parc en totalité, la remise à voitures, les vestiges du château ancien sont inscrits au titres des monuments historiques par arrêté du 6 janvier 2022.